# Telluurtetrachloride
Telluurtetrachloride is een anorganische verbinding van telluur en chloor, met als brutoformule TeCl4. De stof komt voor als lichtgele vluchtige kristallen. De structuur is vergelijkbaar met die van telluurtetrabromide.

## Synthese
Telluurtetrachloride kan bereid worden door het vrije element telluur te laten reageren met een overmaat dichloor:
{\displaystyle \mathrm {Te\ +\ 2\ Cl_{2}\longrightarrow \ TeCl_{4}} }
Het product kan opgezuiverd worden via destillatie.

## Structuur
In de gasfase komt telluurtetrachloride voor als monomeren, waarvan de zogenaamde seesaw-structuur vergelijkbaar is met die van zwaveltetrafluoride. De geometrie wordt voorspeld door de VSEPR-theorie. In de vaste toestand komt de verbinding voor als monokliene kristallen, behorend tot ruimtegroep C12/c1. Telluurtetrachloride vormt dan tetramere clusters: Te4Cl16.
|                                                 |                                                               |
| Telluurtetrachloride als monomeer in de gasfase | Telluurtetrachloride als tetramere structuur in de vaste fase |

## Eigenschappen
Telluurtetrachloride sublimeert bij 200 °C onder een druk van 0,1 mm Hg. Vergelijkbaar met telluurtetrabromide ioniseert de stof in gesmolten toestand:
{\displaystyle \mathrm {TeCl_{4}\ \longrightarrow \ TeCl_{3}^{+}\ +\ Cl^{-}} }
Hierbij worden echter nog complexere ionen, waaronder Te2Cl102−, gevormd.

## Toepassingen
Telluurtetrachloride wordt sporadisch in de organische synthese aangewend. Het bindt namelijk met alkenen, waarbij organotelluurverbindingen van het type Cl-C-C-TeCl3 ontstaan. Hieruit kan telluur verwijderd worden door reactie met natriumsulfide. Daarnaast reageert telluurtetrachloride met elektronenrijke aromaten tot arylverbindingen.